# 40 дни и 40 нощи
„40 дни и 40 нощи“ (на английски: 40 Days and 40 Nights) е сатирична романтична комедия от 2002 г. на режисьора Майкъл Лехман, по сценарий на Робърт Перез, във филма участват Джош Харнет, Шанин Сосамон, Винеса Шоу, Пауло Костанцо и Грифин Дън.